# بابا کرم
رقص بابا کرم بازمانده از دهه ۱۳۲۰ و از رقص‌های به اصطلاح کوچه بازاری و تخته حوضی است که بسیار مورد محبوبیت قرار گرفته‌است. (برگرفته از کتاب موحد)
در میان رقص‌های فولکلور ایرانی، رقص " باباکرم " ویژگیهای خاصی دارد و منحصراً توسط مردان اجرا می‌شود. در بابا کرم از رقص شانه و کمر استفاده می‌شود و رقاص لباس سیاه و سفید جاهلی بر تن می‌کند و معمولاً لنگی را بر گردن آویزان کرده و از آن در طول اجرای رقص استفاده می‌کند.این آهنگ برای اولین بار با صدای حسین همدانیان اجرا شد که از آهنگهای فولکلور ایرانی به حساب می‌آید. ترانه بابا کرم از ساخته های  فتح الله ریاحی آهنگساز ایرانی است .
متن آهنگ:
هرچقدر ناز کنی  ناز کنی
باز تو دلدار منی
هرچقدر عشوه کنی
ادا بیای
باز تو غمخوار منی
با با کرم
دوست دارم
با با کرم
دوست دارم
ای دریغا که ندانسته گرفتار شدم
ای دریغا که ندانسته گرفتار شدم
اول عشق و خوشی نزد تو من خوار شدم
با با کرم
دوست دارم
با با کرم
دوست دارم
1. ↑  جامعه 24، پایگاه خبری تحلیلی (۱۴۰۱/۰۲/۰۷ - ۱۵:۰۵). «ترانه‌سرای بابا کرم درگذشت | جامعه 24». fa. دریافت‌شده در 2023-02-13. تاریخ وارد شده در |تاریخ= را بررسی کنید (کمک)